# Calanthe ovalifolia
Calanthe ovalifolia är en orkidéart som beskrevs av Henry Nicholas Ridley. Calanthe ovalifolia ingår i släktet Calanthe och familjen orkidéer. Inga underarter finns listade i Catalogue of Life.